# Who Will You Run To
Who Will You Run To è un singolo del gruppo rock statunitense Heart, pubblicato nel 1987 ed estratto dall'album Bad Animals.
La canzone è stata scritta da Diane Warren.

## Classifiche
| Classifica (1987) | Posizione massima |
| ----------------- | ----------------- |
| Regno Unito       | 30                |
| Stati Uniti       | 7                 |